# Pterocephalus canus
Pterocephalus canus är en tvåhjärtbladig växtart som beskrevs av Coulter. Pterocephalus canus ingår i släktet Pterocephalus och familjen Dipsacaceae. Inga underarter finns listade i Catalogue of Life.